# Хилверсюмская консерватория
Хилверсюмская консерватория (нидерл. Hilversums Conservatorium) — нидерландское высшее музыкальное учебное заведение, действовавшее в Хилверсюме в 1962—1994 гг.
Первоначальным названием консерватории было Объединённые музыкальные лицеи (нидерл. Verenigde Muzieklycea), поскольку она возникла в результате объединения двух частных музыкальных школ: Музыкального института Андриссена во главе с Томом Андриссеном (представителем разветвлённой музыкальной династии, троюродным братом Хендрика и Виллема Андриссенов) и Гойского музыкального лицея (нидерл. Goois Muzieklyceum) во главе с Антоном ван дер Хорстом. Новое учебное заведение получило муниципальное финансирование и к 1968 году разделилось на два отделения: любительское и профессиональное, руководил консерваторией композитор Геррит де Марез Ойенс. В 1979 году его сменил органист Мартин Камминга. В начале 1980-х гг. профессиональное отделение Объединённых музыкальных лицеев было преобразовано в Музыкально-педагогическую академию (нидерл. Muziek Pedagogische Akademie), а в 1986 году, согласно новому нидерландскому закону об образовании, — в Хилверсюмскую консерваторию. Её приоритетной специализацией стали лёгкая музыка и джаз. В 1994 году начался процесс слияния Хилверсюмской консерватории с работавшей в Амстердаме Консерваторией имени Свелинка, завершившийся в 1998 году образованием новой единой Амстердамской консерватории.